# Statistically Improbable Phrases
Pour les articles homonymes, voir SIP.
Les Statistically Improbable Phrases (SIPs) , de l'anglais signifiant littéralement « expressions statistiquement improbables », sont un outil statistique lancé en 2005 par le site web de commerce en ligne Amazon pour son programme d'indexation de contenu de livres Search Inside! ; il consiste à comparer le texte de tous les livres indexés, dans le but de trouver pour chacun d'eux un ensemble de syntagmes ou d'expressions qui apparaissent plus souvent que dans les autres livres.

## Explication
L'intérêt d'identifier ces passages est qu'ils sont considérés comme les plus significatifs et les plus représentatifs du livre, constituant l'équivalent de résumés ou de mots clés, en ayant l'avantage d'être déterminés de manière automatisée.
Ces métadonnées sont présentées à l'internaute sur les fiches de chaque livre. Chaque SIP y est accompagnée d'un hyperlien qui permet, au visiteur qui le suit, de retrouver les autres livres ayant la même expression parmi leurs SIPs. En effet, les ouvrages aux SIPs identiques abordent vraisemblablement les mêmes thèmes et sont donc susceptibles d'intéresser aussi le visiteur. 
Bill Carr, vice-président exécutif pour les médias numériques chez Amazon, souligne que ce système de recommandation met en avant des ouvrages qui seraient difficiles à trouver sans ça, car faisant partie de la longue traîne du catalogue.
L'utilité de cette fonctionnalité auprès des visiteurs n'est pas connue avec certitude. Benjamin Vershbow, chercheur à l'Institute for the Future of the Book, y voit un équivalent automatisé des tags qui sont à la base du Web 2.0, mais estime que le système fonctionne mieux pour les travaux de non-fiction que pour les romans.

## Algorithme
L'algorithme utilisé n'est pas rendu public. Il semble néanmoins que les SIPs de chaque livre soient redéfinies à mesure que de nouveaux livres sont ajoutés à la base.

## Autres utilisations
Amazon envisage diverses autres manières de mettre cet outil à profit, par exemple en l'intégrant dans le système de recommandation qui existe déjà, ou pour répondre à des questions en utilisant des textes faisant autorité dans le domaine. Par ailleurs des chercheurs ont proposé d'utiliser ce système pour identifier les entrées en double dans MEDLINE, une base de données bibliographiques indexant des publications scientifiques en biologie et médecine. Une bibliothécaire a proposé de l'améliorer en croisant la classification avec l'encyclopédie en ligne Wikipédia.
D'autres ont suggéré son utilisation pour la détection du plagiat.